# Luis Oliú
Luis Oliú war ein uruguayischer Politiker.
Der promovierte Luis Oliú, der der Partido Nacional angehörte, hatte als Repräsentant des Departamento Salto in der 32. bis 35. Legislaturperiode im Zeitraum vom 18. Mai 1934 bis zum 24. Mai 1938, vom 1. Juni 1938 bis zum 21. Februar 1942, vom 15. März 1943 bis zum 17. August 1949 ein Titularmandat als Abgeordneter in der Cámara de Representantes inne.